# Toulouse-i metró
A Toulouse-i metró (francia nyelven: Métro de Toulouse) 1993. június 26-án indult a franciaországi Toulouse városában. Jelenleg két vonalból áll, a hálózat teljes hossza 28,2 km, melyen összesen 38 állomás található. 2011-ben a napi forgalom átlagosan 	281 000 fő volt, a 2016-os évben pedig 110 900 000 millió utas vette igénybe a metrót.
Automata üzemű, gumikerekes metró, a VAL rendszer (francia nyelven: véhicule automatique léger) egyik alkalmazása.

## Forgalom
Az utasforgalom az elmúlt években az alábbi módon változott:
| 2016 | 110 900 000 |
| 2018 | 110 300 000 |

## Képek

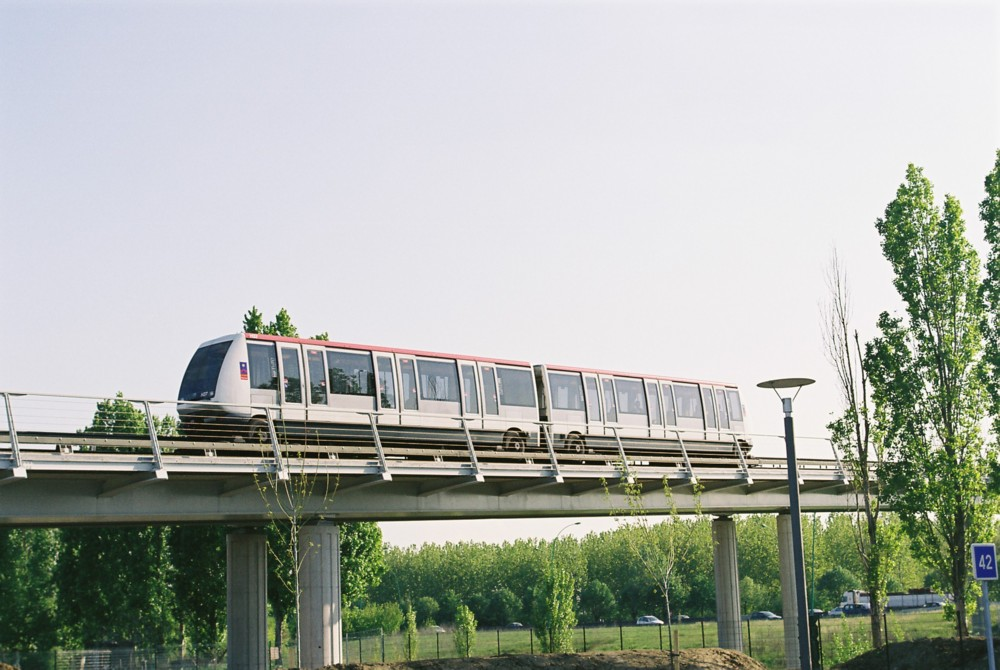
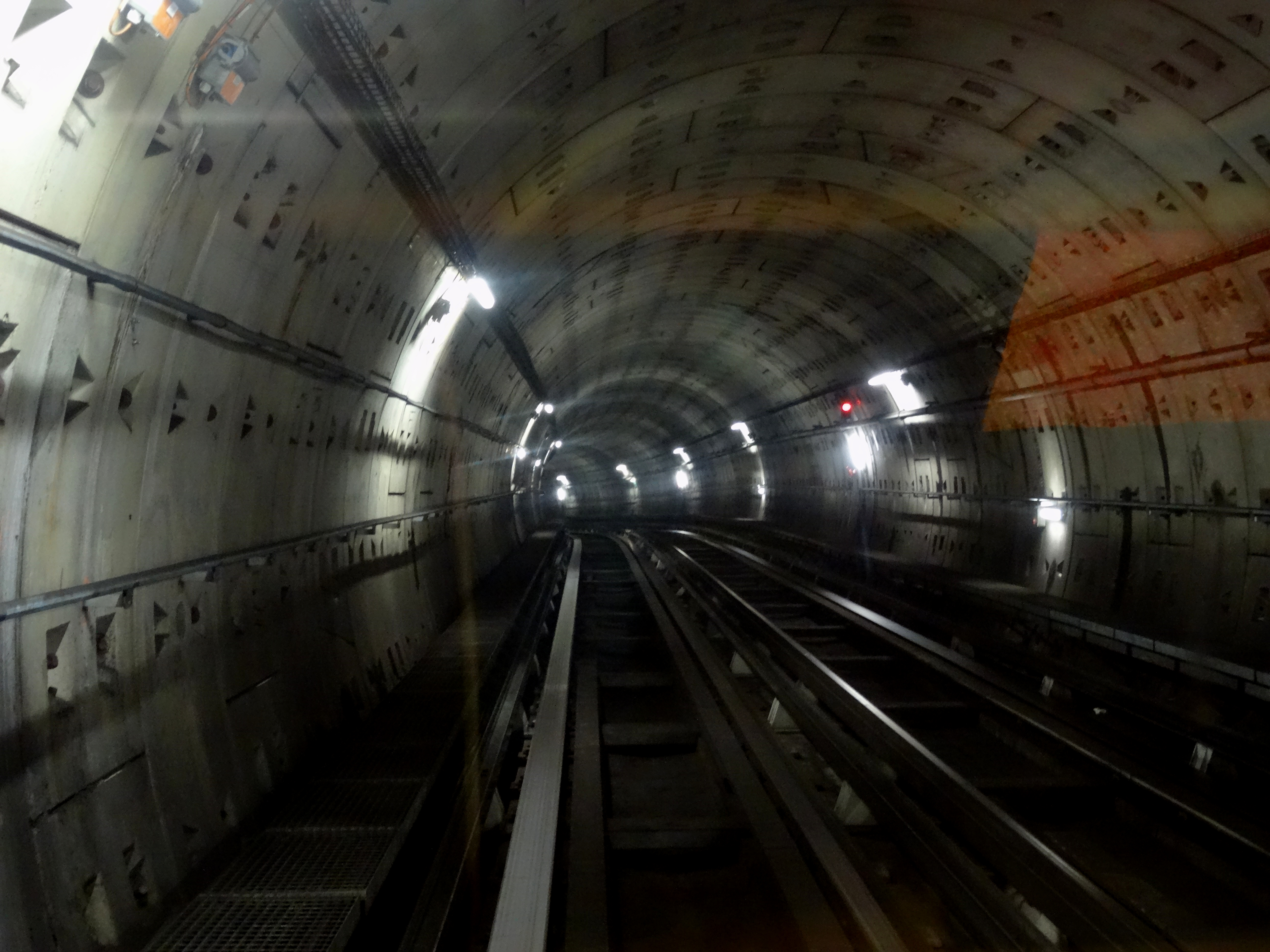
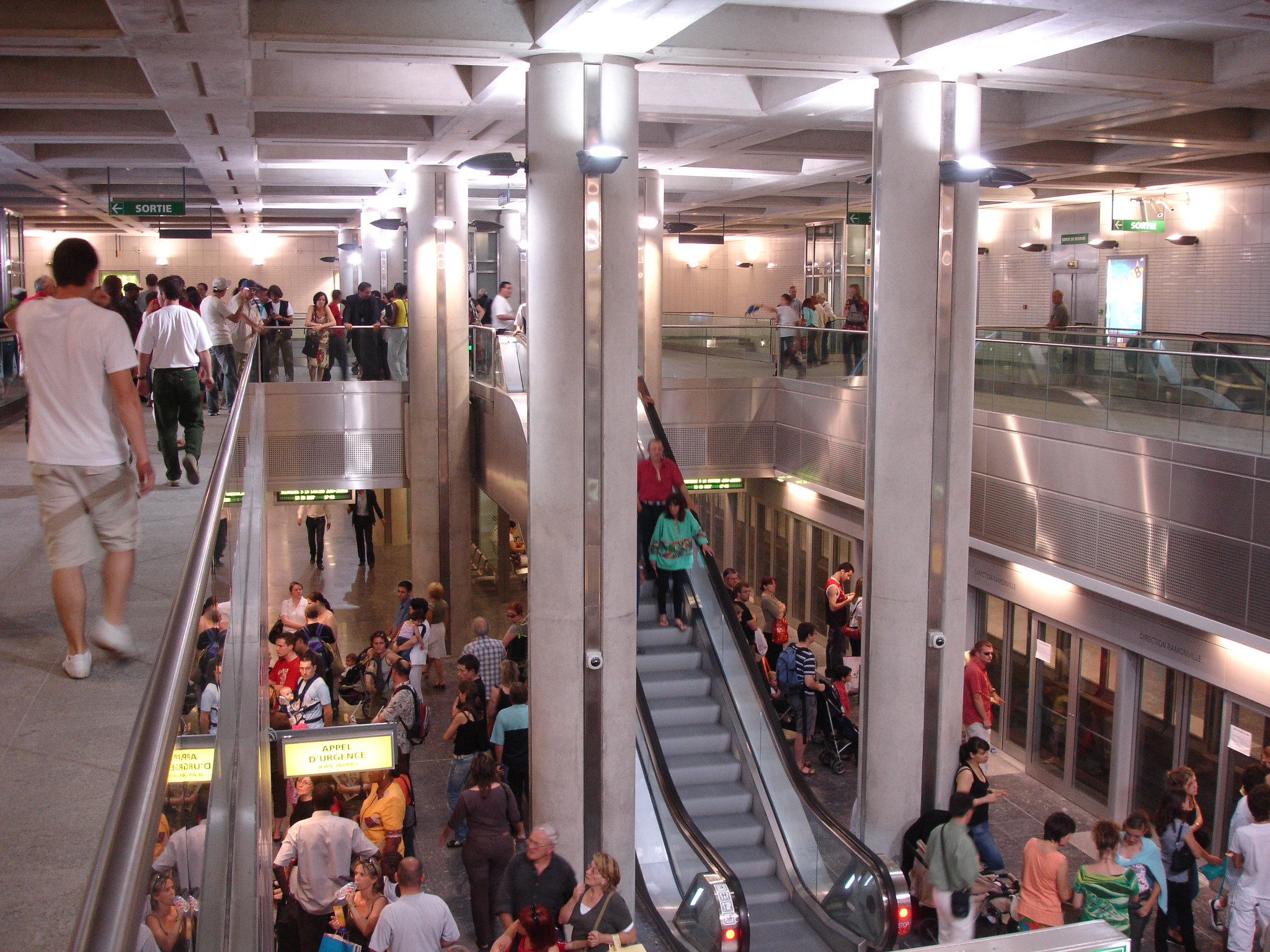
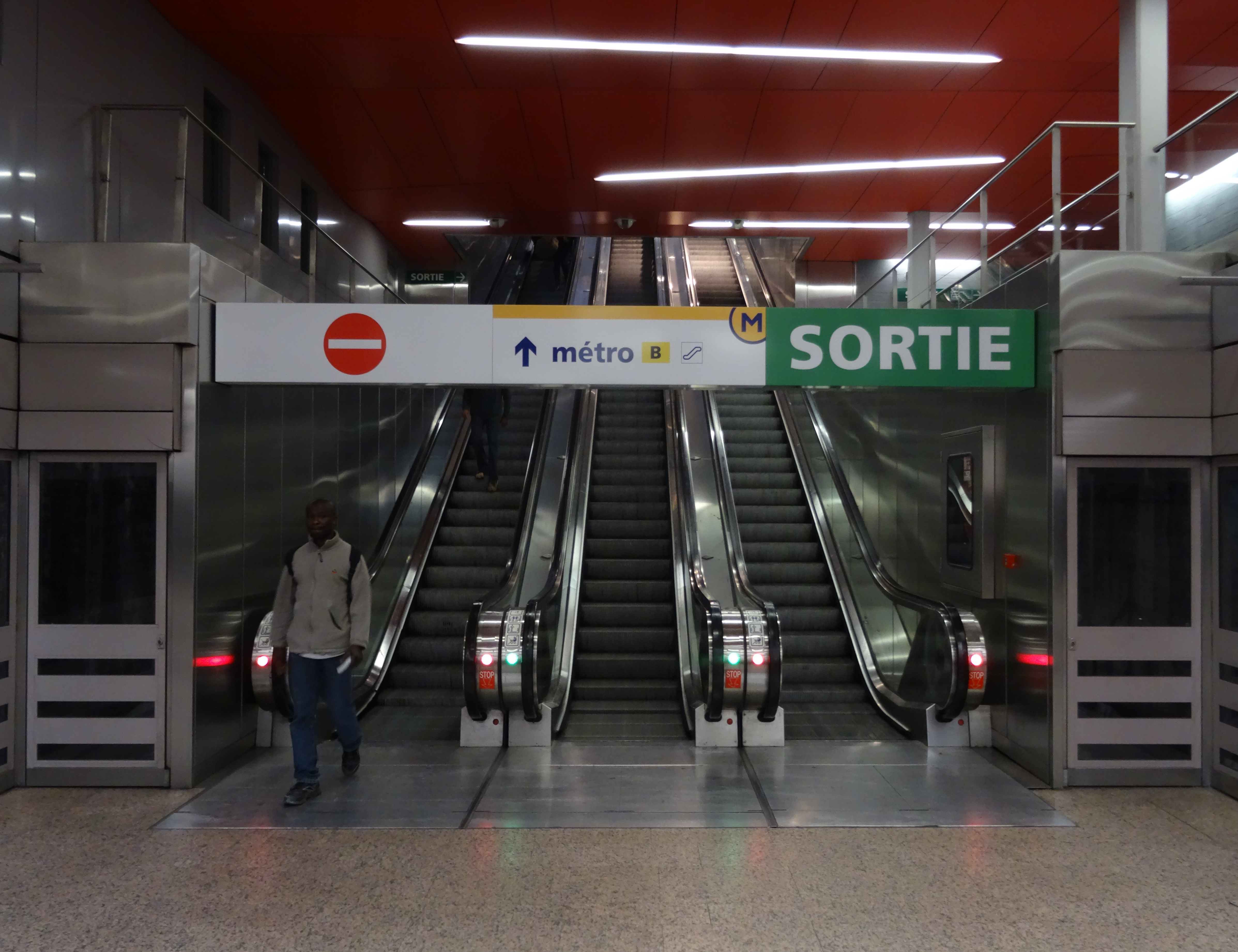
Metrókijárat
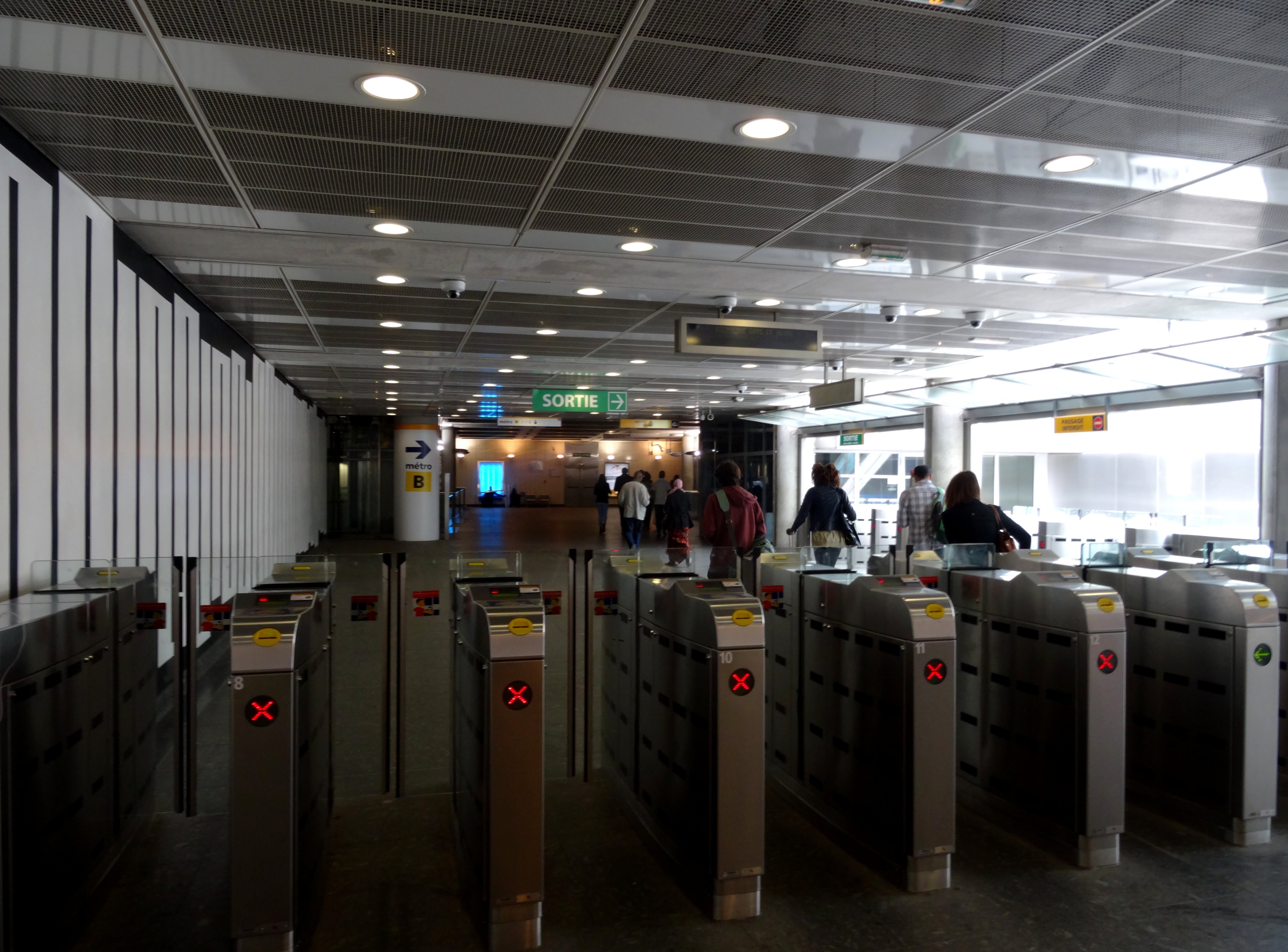
Beléptető kapuk